# Charles d'Angennes de Rambouillet
Charles d'Angennes de Rambouillet (1530. – 1587.) bio je francuski biskup i kardinal.
Dodijeljen mu je 19. siječnja 1570. kardinalski naslov hrvatske crkve svetog Jeronima u Rimu. Naslov je držao do 20. studenog 1570., kad je optirao za naslov crkve svete Eufemije. Bio je sudionik Tridentinskog sabora.

### Članci
- Bogdan, Jure. 2005. Hrvatska crkva svetog Jeronima u Rimu i njezini kardinali naslovnici. Crkva u svijetu. Sveučilište u Splitu - Katolički bogoslovni fakultet. Split. 40 (2): 187–205